# Jean Ifoto Bokambanza Bokeleale
 (février 2023).
Jean Ifoto Bokambanza Bokeleale, né le 23 décembre 1919 à Bompoma, près de Djombo, région de l’Équateur et mort le 30 septembre 2002 à Kinshasa, est un pasteur de l’Église chrétienne des Disciples du Christ et premier président de l’Église du Christ au Zaïre (ECZ), aujourd'hui Eglise du Christ au Congo (ECC).

## Biographie
Il est ordonné pasteur le 24 août 1956 par l’Église chrétienne des Disciples du Christ .
Il a fait ses études en théologie à la Faculté universitaire de théologie protestante et a obtenu une licence universitaire en 1963.

### Ministère
En 1968, il devient secrétaire général au Conseil protestant du Congo (CPC) puis accède en 1970 à la présidence de l'Église du Christ au Congo .
Il est consacré évêque le 16 mai 1977, malgré une contestation de ce titre porté au sein du protestantisme congolais.
En 1998, il est remplacé par Marini Bodho à la tête de l'Église du Christ au Congo.

### Vie privée
Bokeleale est marié à Amba Bokaa et père de sept enfants.

## Distinctions
Il a reçu un doctorat honorifique du Christian Theological Seminary (en) à Indiana polis .